# Swingerclub

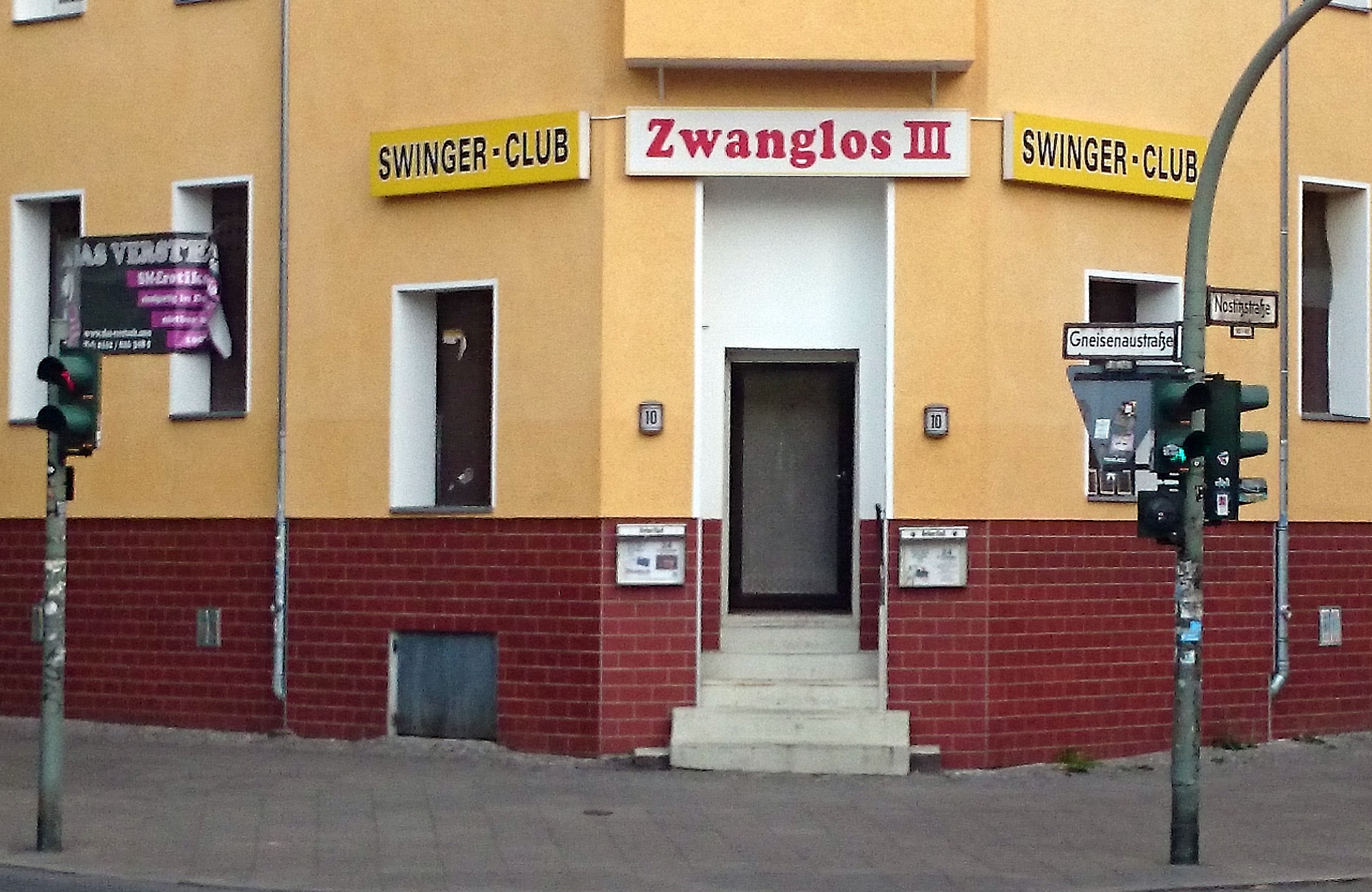
Swingerclub in Berlin

Ein Swingerclub ist ein Club, in dem sich Swinger treffen. Der Ausdruck Swinger leitet sich vom englischen to swing (= schwingen, pendeln, hin- und herbewegen, sich frei bewegen) ab. Swingen ist eine in der zweiten Hälfte des 20. Jahrhunderts populär gewordene Bezeichnung für Menschen, die ihre Sexualität frei mit verschiedenen Partnern ausleben, jenseits konventioneller Moralvorstellungen und gesellschaftlicher Tabus. In einem Swingerclub wird Menschen unter anderem die Möglichkeit geboten, ihre Fantasien und Sexpraktiken in Form von Partnertausch, Voyeurismus, Exhibitionismus und Gruppensex auszuleben.

## Clubformen

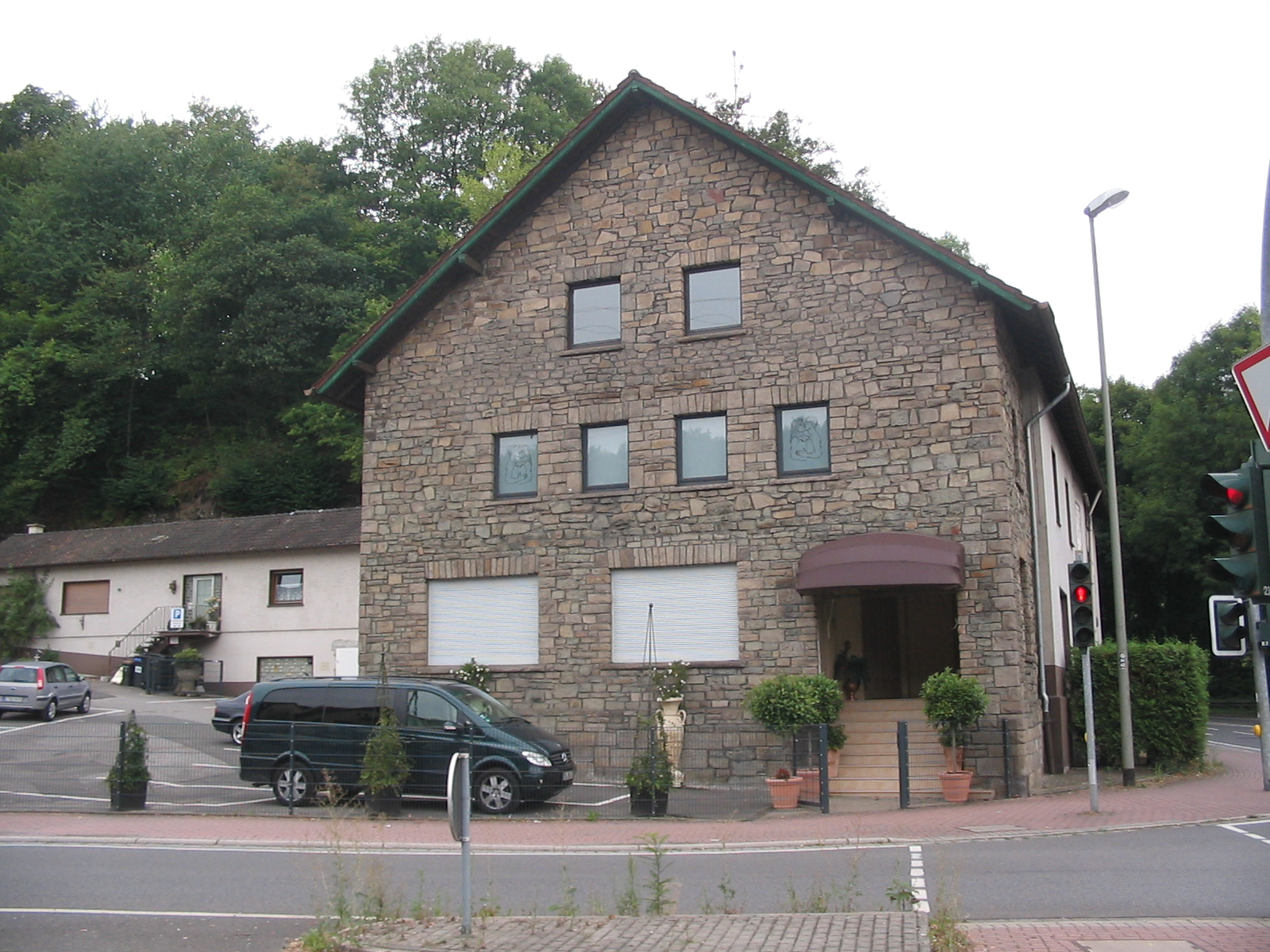
Ehemaliger Swingerclub Steinenhaus Erlebnisclub in Hattingen

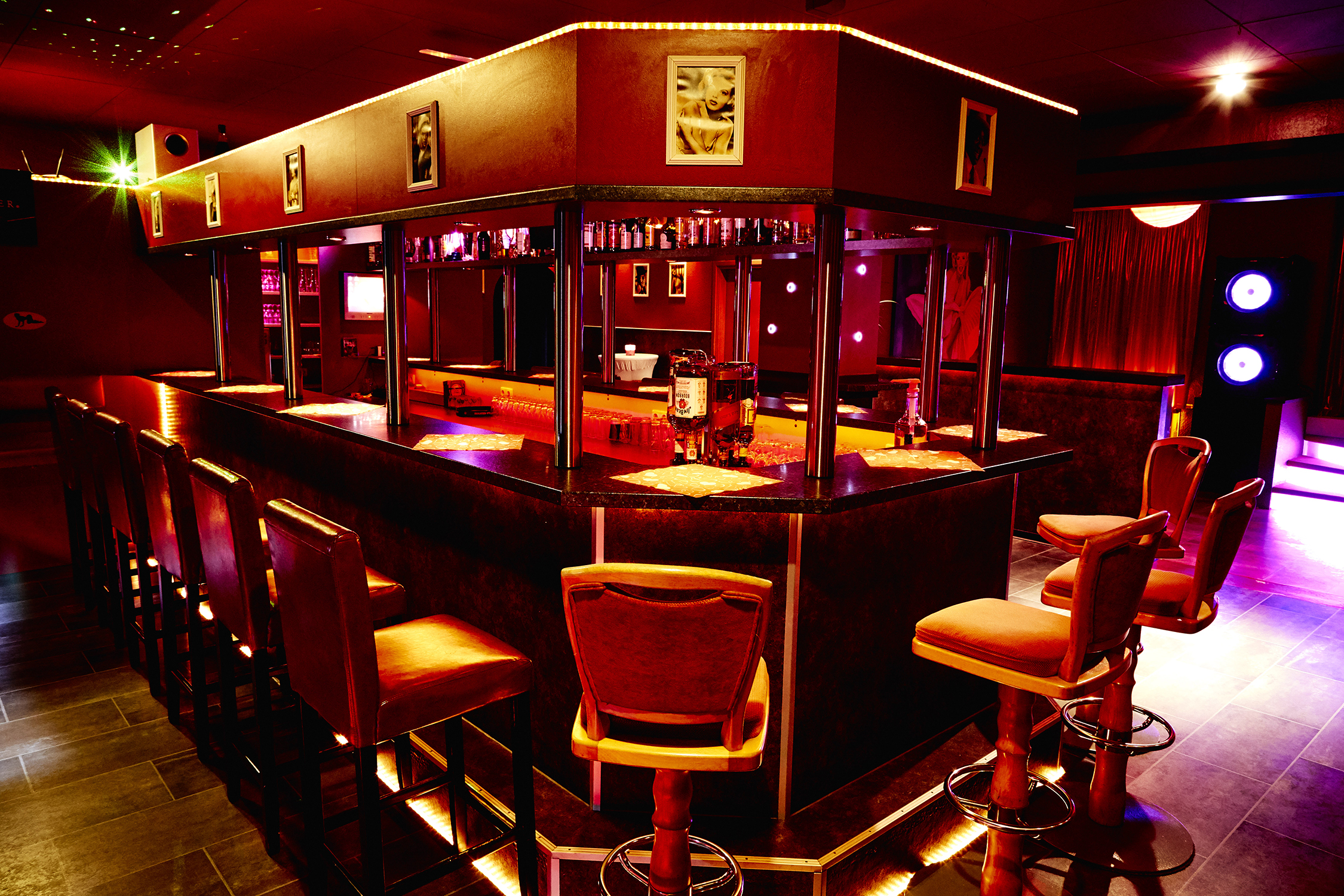
Kontaktbar im Swingerclub

Man unterscheidet zwischen reinen Pärchenclubs, die ausschließlich für Paare gedacht sind, und Swingerclubs, in denen auch Einzelpersonen Zutritt haben. Letztere werden vorwiegend von Männern und Paaren – seltener von einzelnen Frauen – aufgesucht, die dem sogenannten Herrenüberschuss, also dem Sex mit Männern in der Überzahl, zugeneigt sind.
Andere Betriebe mit den Bezeichnungen Partytreff, FKK-Club oder Saunaclub beschäftigen meist Prostituierte oder lassen sie ein. In Swingerclubs ist dies im Allgemeinen nicht der Fall.

## Ausstattung

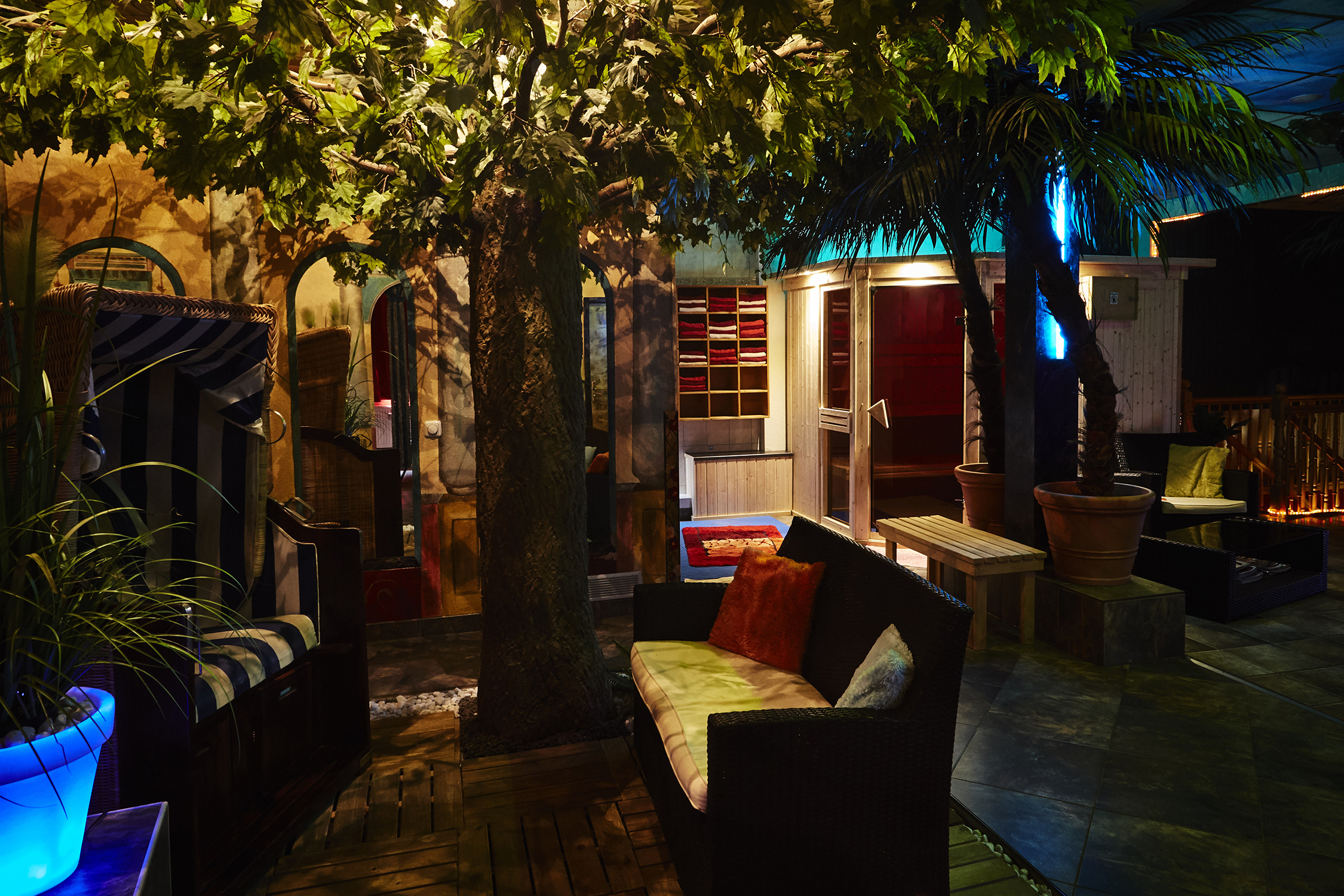
Ruhezone mit Sauna

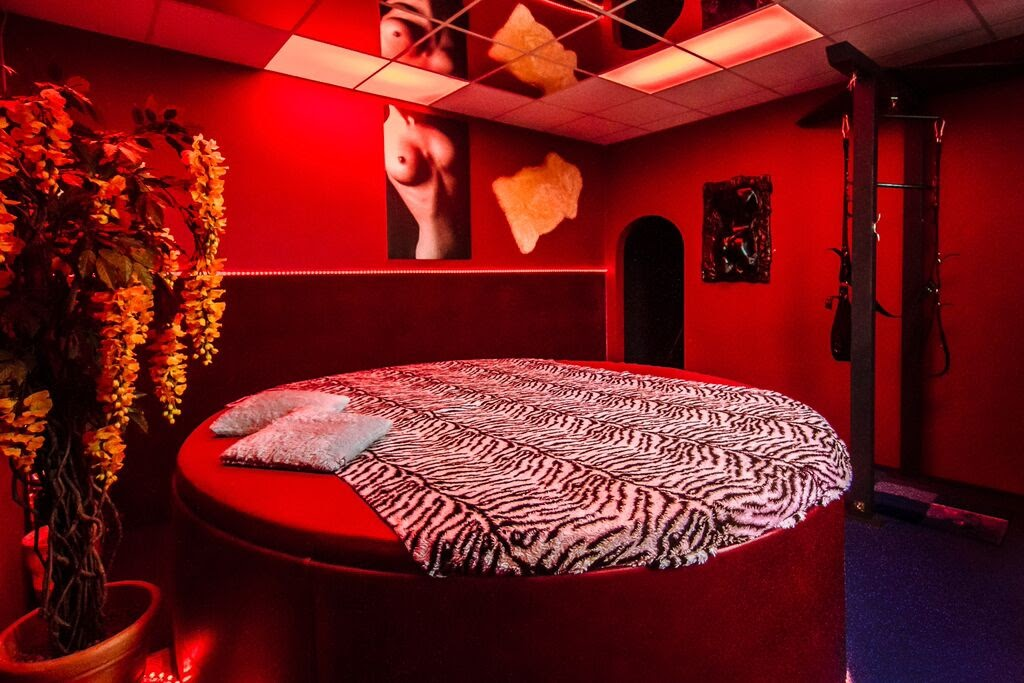
Raum mit rundem Bett und Liebesschaukel

Ein Swingerclub verfügt in der Regel über einen Umkleidebereich mit Schließfächern bzw. Schränken, eine Theke bzw. Bar, einen Essbereich, Duschen und einen abgetrennten Bereich für die sexuellen Aktivitäten. Dieser „Sexbereich“ ist meist unterteilt in verschiedene Themenbereiche, zum Beispiel eine große „Spielwiese“ für Gruppensex, ein kleines Zimmer, in dem man von außen Berührungen entgegennehmen kann (Glory Hole), einen Darkroom, einen Raum mit einem Gynstuhl und oft auch einer Massageliege. Häufig gibt es einen abschließbaren Raum, in den sich Einzelne zurückziehen können. Vereinzelt laufen in Swingerclubs auf einem oder mehreren Monitoren ununterbrochen Porno-Film-Sequenzen, unterschiedlich ist der Einsatz von Musik in den Lusträumlichkeiten.
In den Clubs mit Herrenüberschuss gibt es meist ein separates Paarzimmer, und einige Clubs verfügen über einen SM-Raum. Viele Einrichtungen sind darüber hinaus mit Sauna, manche auch mit Whirlpool, Swimming-Pool und Terrasse bzw. Außenanlagen ausgestattet. In großen Clubs kann eine eigene Diskothek integriert sein.

## Zutritt
Beim Eintritt in einen Swingerclub ist in der Regel ein Pauschalpreis zu entrichten, durch den der Eintritt, das Essen und die meisten Getränke abgegolten sind. Die oftmals beträchtlichen Preisunterschiede zwischen Clubs erklären sich zum Teil aus den unterschiedlichen Angeboten der Clubs. Der Eintrittspreis kann für ein Paar in einem reinen Pärchenclub derzeit zwischen 100 und 150 Euro und für einen Herren in einem Herrenüberschussclub ebenfalls bis zu 150 Euro betragen. Stammgästen und Mitgliedern in bestimmten Online-Communitys werden manchmal Preisnachlässe eingeräumt, um die Auslastung zu erhöhen. Einzelfrauen zahlen zumeist einen geringen Preis als Paare oder haben auch kostenlosen Zutritt, dies kann auch für Paare in Herrenüberschussclubs gelten. Bei deutlichem Männerüberschuss werden Einzelmänner mitunter abgewiesen.
Minderjährigen ist der Eintritt grundsätzlich verboten. Erkennbar ungepflegten Personen und solchen unter auffälligem Alkohol- oder Drogeneinfluss wird der Zutritt auch ohne ausdrückliche Erklärung der Betreiber meist verwehrt (Hausrecht).
Es gibt Clubs, die an festgesetzten Tagen vorrangig besonderen Zielgruppen Einlass gewähren, wobei teilweise Mottoabende vorher angekündigt werden. Diese können zum Beispiel zu den Themen „Bi“ (Bisexualität), „FKK“ oder „Lack und Leder“ stattfinden. In vielen Betrieben, insbesondere außerhalb der Ballungsgebiete, sind vorherige Anmeldungen erwünscht oder vorgeschrieben, damit die Betreiber unter anderem hinsichtlich des Buffets entsprechend planen können.
Fast alle Einrichtungen sind freitags und samstags sowie an Tagen vor Feiertagen geöffnet, teilweise auch sonntags und an einzelnen anderen Wochentagen. In der Regel öffnen Clubs abends ab 20 Uhr; insbesondere sonntags in Einzelfällen auch nachmittags oder sogar ab Vormittag. Einzelne Clubs bieten auch Übernachtungsmöglichkeiten. Vielfach werden Themenabende oder Veranstaltungen unter einem bestimmten Motto arrangiert.

## Gepflogenheiten

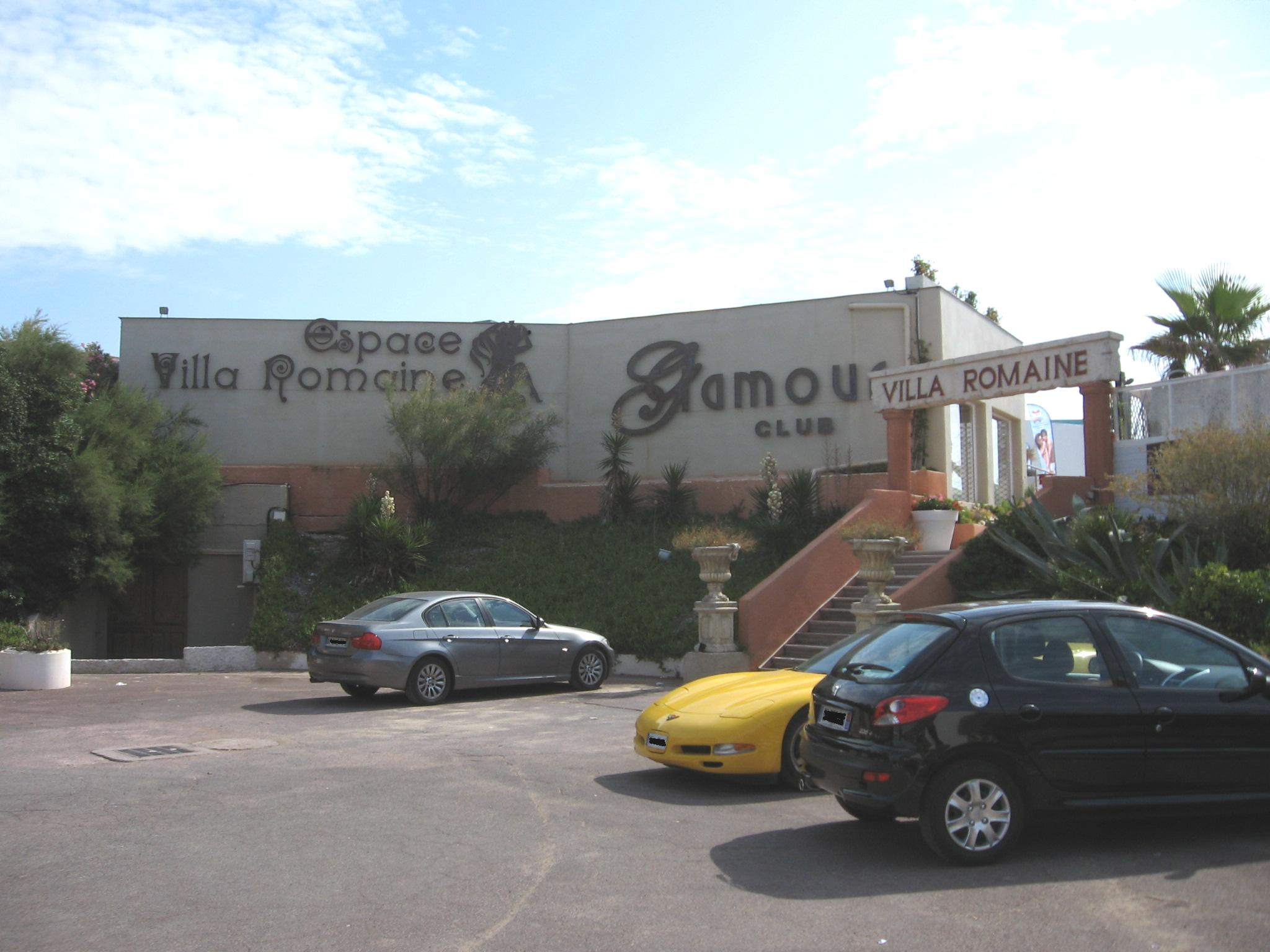
Swingerclub Le Glamour, Cap d’Agde, Frankreich

Erstbesuchern eines Clubs werden die Räumlichkeiten gezeigt und die Spielregeln erklärt. In Swingerclubs gilt das grundsätzliche Motto „Alles kann, nichts muss!“, was bedeutet, dass im Grunde jede Spielart des sexuellen Kontakts möglich ist, dies aber immer nur mit gegenseitigem Einverständnis stattfinden darf. Gesetz und Unversehrtheit der Einrichtung des Lokals limitieren das Verhalten. Gibt eine Person einer anderen ein Zeichen der Ablehnung, sollte man dieses Zeichen beachten, da andernfalls der Ausschluss durch den Gastgeber/Betreiber wahrscheinlich ist und eine Bestrafung wegen sexueller Belästigung, sexuellen Übergriffs oder gar Vergewaltigung droht.
Der Eintritt inkludiert oft einen abschließbaren Spind für Kleidung und Geld, alkoholfreie und teils alkoholische Getränke, ein Buffett, Shampoo/Duschgel, Handtücher, Präservative. Typischerweise kann im Barbereich geraucht werden, in den anderen Räumen wegen der immanenten Brand- und Verletzungsgefahr jedoch nicht.
Nach dem Bezahlen des Eintritts ziehen sich die Besucher im Umkleidebereich um oder aus. Die Bekleidungsregeln variieren je nach Club und Land. In den meisten Swingerclubs in Mitteleuropa, Nordeuropa und Nordamerika werden in der Regel Dessous („Club-Outfit“) getragen. Bei den Herren gilt Baumwoll-Feinripp als verpönt. In vielen Clubs ist ein leichtes Fetisch-Outfit (Lack, Leder), insbesondere bei Motto-Partys, erwünscht oder vorgeschrieben. In Italien, Frankreich und Spanien behalten die Besucher in der Regel ihre Kleidung an und legen diese erst auf den Spielwiesen „mehr oder weniger“ ab.
Da es in Swingerclubs häufig zu Sexualkontakten mit wechselnden Partnern kommt, ist eine erhöhte Gefahr der Ansteckung mit sexuell übertragbaren Erkrankungen wie HIV gegeben. Safer Sex kann in der Regel jedoch durch die Verfügbarkeit von Kondomen praktiziert werden. Diese liegen in den Spielzimmern aus oder sind an der Theke erhältlich. Geschlechtsverkehr ohne Kondom findet in Swingerclubs in der Regel nur mit dem eigenen festen Partner statt.

## Verbreitung
Swingerclubs gibt es in den meisten Ländern Europas sowie in Nordamerika, Australien und Neuseeland. In Deutschland waren 2017 rund 340 Swingerclubs verzeichnet. In Frankreich existiert in Cap d’Agde das Village Naturiste Cap d’Agde, eine  mit mehreren Swingerclubs ausgestattete, 120 Hektar große FKK-Anlage, welche sich als Swingerreiseziel etabliert hat. In der Karibik gibt es als Swingerclubs konzipierte Ferienanlagen. In Südamerika existieren Swingerclubs in einigen Großstädten, in Afrika und Asien bisher insgesamt nur wenige.
Im deutschsprachigen Raum fungiert der als Verein organisierte Zusammenschluss der Paare- und Swingerclubs ZPS e. V. als Dachverband. Im Verein NASCA International mit Sitz in Kalifornien sind Clubs und Swinger aus 27 Ländern, auch aus dem deutschsprachigen Raum, organisiert.
Viele Swingerclubs haben nicht nur eigene Websites, sondern sind auch in Internetplattformen vertreten, in denen sich die Swinger-Community zu Diskussion und Austausch trifft.
Aufgrund der Kontaktbeschränkungen, die auf Grundlage des Infektionsschutzgesetzes wegen der COVID-19-Pandemie verfügt wurden, mussten Mitte März 2020 sämtliche Swingerclubs in Deutschland ihren Betrieb einstellen. In der Folge kam es zu Betriebsaufgaben, „da die Corona-Regelungen sich nicht mit dem Betrieb eines Paare-Clubs vereinbaren lassen, und dies für längere Zeit nicht!“